# Дауни, Рома
Рома́ Да́ун (англ. Roma Downey, род. 6 мая 1960, Дерри) — американская актриса, певица и продюсер ирландского происхождения, наиболее известная по роли в телесериале «Прикосновение ангела» (1994—2003), который принес ей две номинации на «Эмми» и «Золотой глобус».

## Биография
Даун родилась и выросла в Дерри. Она училась в Thornhill College. Первоначально Даун хотела стать художницей, и получила степень бакалавра в University of Brighton, но позже решила освоить профессию актрисы, закончив драматическую студию Лондона, где она выступала в пьесах Шекспира, Шоу, и Чехова.
Даун наиболее известна по роли Моники в телесериале «Прикосновение ангела», в котором она снималась с 1994 по 2003 год. Сериал достиг популярности, и продолжался почти десятилетие. Даун получила две номинации на «Эмми» в категории «Лучшая актриса в драматическом сериале» в 1997 и 1998, и на «Золотой глобус» за «Лучшую женскую роль в телевизионном сериале — драма» в 1998 и 1999 годах.
Даун также снялась в нескольких фильмах, таких как «Геракл и амазонки», «Семья напрокат», «Второй Медовый Месяц», «Клуб выживших», «Волосатая история», «Свадебный танец» и «В погоне за Рандаллс». В последние годы она в основном была занята производством документальных фильмов и мультсериалов. Даун выступила в качестве создателя и продюсера мини-сериала «Библия», который вышел в эфир в марте 2013 года.
Рома Даун была замужем трижды. В 1987—1989 годах она состояла в браке с Лилендом Орсером. С 1995 по 1998 год — за Дэвидом Энспаугом, от которого в 1996 году родила дочь Райли Марию. 28 апреля 2007 года Рома вышла замуж за телевизионного продюсера Марка Бёрнетта.

## Фильмография
| Год       |    | Русское название       | Оригинальное название                              | Роль                        |
| --------- | -- | ---------------------- | -------------------------------------------------- | --------------------------- |
| 1988      | с  | Одна жизнь, чтобы жить | One Life to Live                                   | леди Джоанна Лейтон         |
| 1991      | тф |                        | The 100 Lives of Black Jack Savage                 | Даниэлла Сентклэр           |
| 1991      | с  |                        | Disney Presents The 100 Lives of Black Jack Savage | Даниэлла Сентклэр           |
| 1991      | с  | Женщина по имени Джеки | A Woman Named Jackie                               | Жаклин Буве Кеннеди Онассис |
| 1992      | тф | Встать и уйти          | Getting Up and Going Home                          | Кимберли Стивенс            |
| 1992      | тф | Девлин                 | Devlin                                             | Эйлин                       |
| 1993      | тф | Новый год              | New Year                                           | Сюзанна Хартман             |
| 1994      | с  | Диагноз: убийство      | Diagnosis Murder                                   | Хизер Уинслоу               |
| 1994      | тф | Геракл и амазонки      | Hercules and the Amazon Women                      | Ипполита                    |
| 1994—2003 | с  | Прикосновение ангела   | Touched by an Angel                                | Моника                      |
| 1995      | ф  | Последнее слово        | The Last Word                                      | Рокси                       |
| 1995      | тф | Пропал ребенок         | A Child Is Missing                                 | Саманта Хэллиган            |
| 1996—1998 | с  | Земля обетованная      | Promised Land                                      | Моника                      |
| 1997      | тф | Семья напрокат         | Borrowed Hearts                                    | Кэтлин Расселл              |
| 1998      | тф |                        | Monday After the Miracle                           | Энни Салливан               |
| 1999      | тф |                        | A Secret Life                                      | Кэсси Уитмен                |
| 1999      | тф | Обманутое доверие      | The Test of Love                                   | Кэсси Уитмен                |
| 2001      | тф | Второй медовый месяц   | Second Honeymoon                                   | Мэгги Вестон                |
| 2001      | тф |                        | The Sons of Mistletoe                              | Хелен Радке                 |
| 2004      | тф | Клуб выживших          | The Survivors Club                                 | Джиллиан Хейз               |
| 2004      | с  | Женская бригада        | The Division                                       | Риган Гиланси               |
| 2004      | ф  | Волосатая история      | Funky Monkey                                       | Меган                       |
| 2008      | в  |                        | At Jesus' Side                                     | Петра, озвучка              |
| 2009      | тф | Свадебный танец        | Come Dance at My Wedding                           | Лаура Уильямс               |
| 2011      | тф | В погоне за Рэндаллами | Keeping Up with the Randalls                       | Барб                        |
| 2013      | с  | Библия                 | The Bible                                          | Мария                       |
| 2014      | ф  | Сын Божий              | Son of God                                         | Мария                       |